# Brenda Cerén
Brenda Damaris Cerén Delgado (Quezaltepeque, El Salvador, 24 de septiembre de 1998) es una jugadora profesional salvadoreña quien juega como delantera en el club mexicano Atlas Femenil de la Liga MX BBVA Femenil y la Selección femenina de fútbol de El Salvador.

## Primeros años de vida
Cerén nació en Quezaltepeque un día 24 de septiembre de 1998. Admiró el fútbol desde pequeña después de jugarlo cuando tenía 7 años de edad. Su familia lo había jugado múltiples veces. Tiene tres hermanos profesionales, Darwin, Óscar y Paola que juegan el mismo deporte que ella. Reveló que quería "tener un balón más que una muñeca" en una entrevista.

## Carrera

### A nivel de clubes
Cerén debutó en el Ópico FC y Legends respectivamente.  Luego estuvo del 2017 hasta 2022 en Alianza Women. Más tarde, debuta en la Liga MX Femenil por primera vez en un club del extranjero, el Atlas Femenil de Jalisco, México. Estando actualmente en México, fue muy querida por los fans del club mexicano ya mencionado. De allí proviene su primer apodo "Bicha" por el punto de ser salvadoreña y tener un apodo con acento algo salvadoreño. Por dicha razón, los hinchas de El Salvador y México respectivamente, la llenaron de halagos y coqueteos por ser carismática tanto en México como en El Salvador.

### En el extranjero
Ella representó a El Salvador en las clasificatorias del Campeonato Femenino Sub-20 de la Concacaf en 2015 y 2018 respectivamente y los XI Juegos Deportivos Centroamericanos en Managua, Nicaragua. Jugó en el nivel superior durante la clasificación para el Copa de Oro Femenina de la Concacaf de 2018 y Preolímpico Femenino de Concacaf de 2020 respectivamente. Por eso, sigue siendo la más querida por los fans.

## Clubes
| Club          | País        | Año       |
| ------------- | ----------- | --------- |
| CD Ópico      | El Salvador | 2016      |
| Legends FC    | El Salvador | 2016      |
| Alianza       | El Salvador | 2017-2022 |
| Atlas Femenil | México      | 2023-2026 |